# Admira Wacker

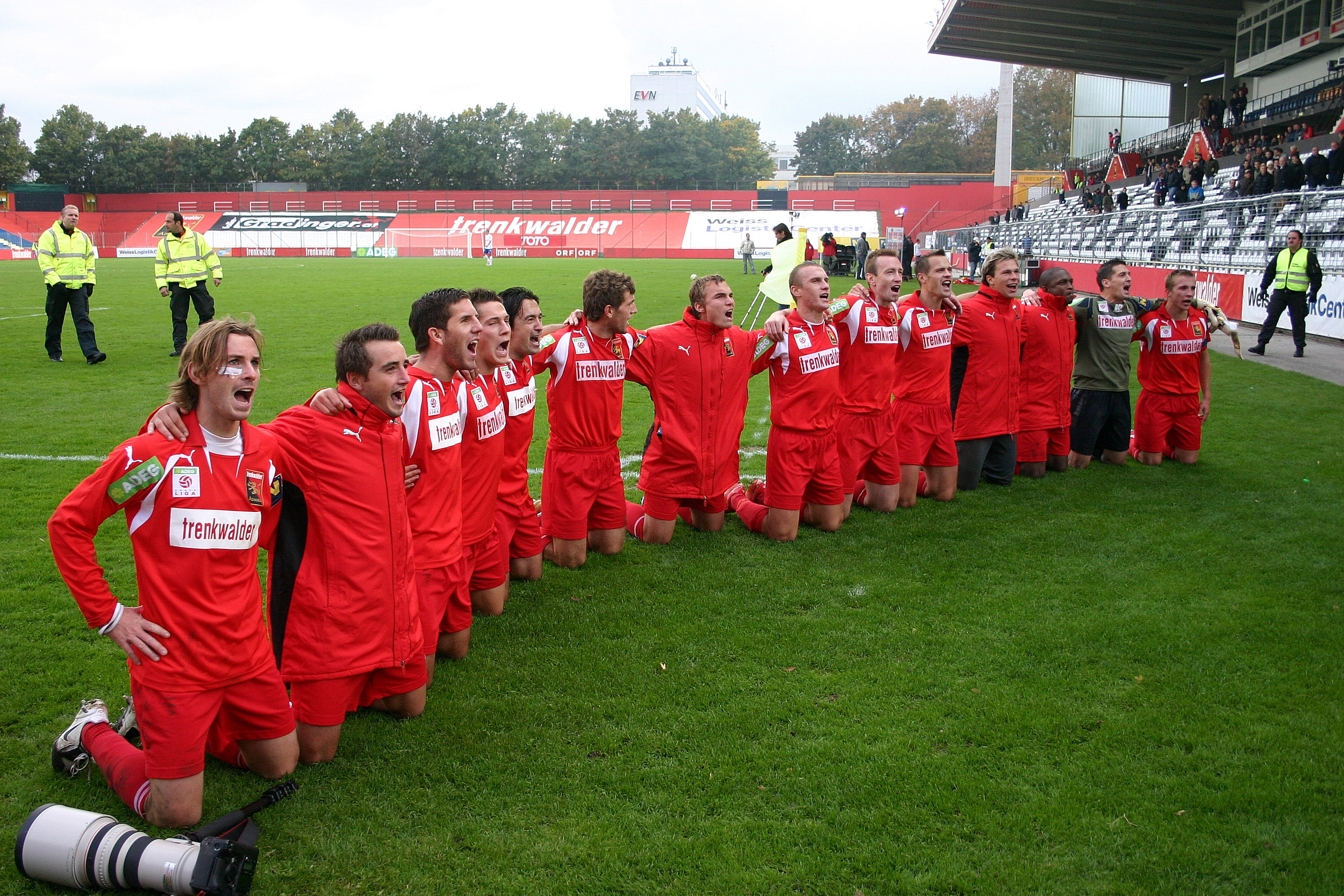
Die Spieler des FC Admira Wacker beim Jubeln in der Fankurve

Der Fußballclub Admira Wacker, kurz Admira Wacker, ist ein Fußballverein aus der niederösterreichischen Südstadt, Marktgemeinde Maria Enzersdorf, der seit der Saison 2022/23 in der 2. Liga spielt. Der Verein trägt seine Heimspiele in der Maria Enzersdorfer Datenpol Arena aus, die Vereinsfarben sind Schwarz-Weiß-Rot. 
Der Verein ging 1971 als FC Admira/Wacker aus einer Fusion von SK Admira und SC Wacker hervor. Als Rechtsnachfolger beider Vereine führt er auch die zusammengezählten Titel beider Mannschaften. Die Admira wurde 1905 im Wiener Stadtteil Jedlesee gegründet und spielte seit 1967 in der Südstadt. Sie wurde achtmal Meister, fünfmal ÖFB-Cupsieger und einmal Supercupsieger. Größter internationaler Erfolg war das Mitropapokalfinale 1934. Der zusammengeführte Verein erreichte 1990 das Viertelfinale im Europacup der Cupsieger. Der SC Wacker wurde 1907 im Wiener Stadtteil Obermeidling gegründet und war einmal österreichischer Meister und Cupsieger.
Die Profifußballabteilung ist in die Admira Wacker Profibetrieb GmbH mit Sitz in Maria Enzersdorf ausgegliedert, deren Gesellschafter (Stand: Juli 2023) zu 100 % der Verein ist.

## Geschichte

### 1971–1979: Anschluss von Wacker und erste Sensation gegen Inter Mailand
Am 7. Juli 1971 kam es zum Anschluss des zweitklassigen SC Wacker aus Wien an den FC Admira aus Maria Enzersdorf und der damit verbundenen Umbenennung in FC Admira/Wacker. Der Fortbestand des achtfachen Meisters Admira blieb damit unberührt, die bisherigen Vereinsfarben Schwarz-Weiß blieben bestehen und auch die Vermarktung als fußballerisches Aushängeschild Niederösterreichs mit der Integrierung der Landesfarben Blau-Gelb wurde in dieser Form fortgeführt. Im ersten Jahr unter neuem Namen kamen allerdings große sportliche Probleme auf den Klub zu. Trotz des renommierten Trainers Karl Schlechta gerieten die Südstädter in Abstiegsgefahr und mussten Niederlagen gegen die eigenen Amateure im ÖFB-Cup sowie gegen den SK Bischofshofen in der Liga, der bis auf dieses Match nie ein Erstligaspiel gewinnen sollte, hinnehmen. So wurde Ernst Ocwirk als neuer Trainer geholt, der die prominent besetzte Mannschaft wieder in die obere Tabellenhälfte führen sollte.
Unter ihrem neuen Trainer konnten die Südstädter bald für die erste große Überraschung sorgen. Als Meisterschaftsvierter von 1973 war Admira/Wacker an der Teilnahme des UEFA-Cups berechtigt, wo man jedoch mit Inter Mailand eine scheinbar unlösbare Aufgabe zog. Die Mannschaft, die aus teilweise kaum bekannten Spielern bestand, gewann das Hinspiel in der Südstadt durch ein Tor von Kurt Swojanovsky mit 1:0. Im Mailänder San Siro-Stadion konnten die italienischen Superstars vor 25.000 Zusehern in der von Rudolf Glöckner geleiteten Partie erst in der 57. Minute durch einen Treffer von Adelio Moro in Führung gehen, und erst in der Verlängerung gelang Roberto Boninsegna das 2:0 (92.), aber Günter Kaltenbrunners Tor zum 2:1 in der 97. Minute bescherte den Admiranern doch noch das sensationelle Weiterkommen gegen Inter dank der Auswärtstorregel. In der zweiten Runde kam allerdings das Aus gegen Fortuna Düsseldorf. Einem 2:1-Heimsieg folgte eine 0:3-Auswärtsniederlage. Admira/Wacker konnte sich in den folgenden Jahren gut in der Meisterschaft halten und griff 1979 nach dem ersten nationalen Titelgewinn seit 1966. Man erreichte das Cupfinale, unterlag SSW Innsbruck jedoch knapp in zwei Spielen mit 1:1 und 0:1.

### 1979–1995: Aufstieg zur nationalen Spitze und Europacup-Zeit

Logo zur Zeit des FC Admira Wacker (1971–1996)

Nachdem die Südstädter in den 80er Jahren stets in der oberen Tabellenhälfte der Meisterschaft zu finden waren, konnten sie gegen Ende des Jahrzehnts wieder entscheidend in die Titelkämpfe um Meisterschaft und ÖFB-Cup eingreifen. Der Aufstieg war insbesondere dem neuen Admira-Sturm Rodax-Knaller-Schaub zu verdanken, der in den Saisonen 1988/89 und 1989/90 gemeinsam 116 Tore erzielte. 1989 wurde der Klub hinter dem von Ernst Happel trainierten FC Swarovski Tirol Vizemeister und musste sich auch im Cup den Tirolern erst im Finale 2:0 (H) und 2:6 (A) geschlagen geben. Die Revanche gegen den Double-Gewinner aus Innsbruck gelang schließlich im Supercup: Nach einem 1:1 nach Verlängerung hatten die Admiraner im Elfmeterschießen die besseren Nerven und gewannen mit 3:1. Weitere Höhepunkte im nationalen Fußballgeschehen dieser Tage waren der Einzug in die Pokalfinale der Jahre 1992 und 1996, die jedoch mit 0:1 gegen den FK Austria Wien beziehungsweise mit 1:3 gegen den SK Sturm Graz verloren gingen.
Die guten Platzierungen in Meisterschaft und Cup verhalfen den Südstädtern zu zahlreichen Auftritten im Europapokal. Im Europacup der Cupsieger erreichte der FC Admira/Wacker 1990 über AEL Limassol und Ferencvárosi TC das Viertelfinale gegen Anderlecht (0:2 und 1:1). Gegen Limassol fielen die Treffer von Schaub, Knaller und Rodax zum 3:0-Heimsieg erst in den letzten 10 Minuten. Auch gegen Ferencváros gab es das Tor zum 1:0 in der Südstadt erst kurz vor Abpfiff. Das Rückspiel – es musste auf Grund von Zuschauerausschreitungen in Szeged ausgetragen werden – gewannen die Admiraner vor 21.000 Zusehern ebenfalls mit 1:0. Eine Saison später setzte sich der Verein im UEFA-Cup gegen Vejle BK und den FC Luzern durch und konnte auch sein Heimspiel gegen den FC Bologna mit 3:0 gewinnen, ehe im Rückspiel das dramatische Ausscheiden kam. Mit einem 0:3 in Italien ging es ins Elfmeterschießen. Knaller konnte zweimal parieren, doch am Ende hieß es 6:5 für Bologna.
Zu einer ähnlichen Dramatik kam es im Europapokal der Pokalsieger 1992. Nach dem Aufstieg über Cardiff City verloren die Admiraner gegen Royal Antwerpen ihr Heimspiel trotz Halbzeitführung mit 2:4 und lagen in Antwerpen bereits zur Pause, mit einem Mann weniger, mit 0:2 zurück. In einer sensationellen zweiten Halbzeit gelangen auswärts noch vier Treffer, sodass eine Verlängerung folgte, in der noch das 3:4 für Antwerpen fiel. Der letzte Sieg im Europapokal gelang gegen den AS Cannes: In der UEFA-Cup-Saison 1994/95 hatte sich der Verein im Vorfeld gegen Górnik Zabrze durchsetzen können und traf in der nächsten Runde auf die Franzosen. Nach einem 1:1 in der Südstadt gelang ein 4:2-Auswärtssieg, nachdem die Admiraner eine rasche 3:0-Führung herausgespielt hatten. Das bislang letzte Auftreten der Südstädter im Europapokal folgte anschließend am 6. Dezember 1994 gegen Juventus Turin, die Turiner erwiesen sich aber als zu stark für den FC Admira/Wacker (1:3 und 1:2).

### 1995–2008: Bosman-Entscheidung, SC Niederösterreich und Niedergang

Logo zur Zeit des FC Admira Wacker Mödling

Mit dem Bosman-Urteil im Jahre 1995 kam der schlagartige Abstieg des Vereins. Dieser hatte sich mit seiner Nachwuchsakademie im Bundessportzentrum Südstadt ein schier unerschöpfliches Reservoir an talentierten Nachwuchsspielern aufgebaut. Diese vereinseigenen Spieler waren maßgeblich an den größten Erfolgen des FC Admira/Wacker beteiligt, ihr Verkauf hatte bislang auch dringend gebrauchte finanzielle Mittel gebracht. Die Bosman-Entscheidung erlaubte nun einen ablösefreien Vereinswechsel, was für den Verein den Wegzug seiner Talente bedeutete, ohne Geld hierfür zu bekommen. Die Saison 1995/96 schloss Admira/Wacker mit dem neunten Rang ab. Diese Platzierung machte zwei Relegationsspiele um den Verbleib in der Bundesliga gegen den Zweitplatzierten der 2. Bundesliga nötig. Der FC Admira/Wacker verlor das erste Spiel daheim gegen seinen Satellitenklub SV Gerasdorf mit 3:4. Mit einem 6:0-Kantersieg im Rückspiel sicherten sich die Admiraner jedoch den Erstligaplatz.
Nach den Relegationsspielen gab die Vereinsführung die Umbenennung des Klubs in SC Niederösterreich Admira/Wacker bekannt – ein Projekt des niederösterreichischen Landeshauptmannes Erwin Pröll. Es wurde eine Fusion mit dem VSE St. Pölten geplant, die jedoch nicht zustande kam. Dennoch versuchte man dem Verein, der auf Grund seiner Wurzeln für viele noch immer ein „Wiener“ Klub war, eine neue niederösterreichische Identität zu verschaffen. Nebenbei sollte der inzwischen nun nicht mehr finanzstarke Klub durch Förderungen weiter seinen Spielbetrieb sichern können. Der SCN belegte in seiner einzigen Saison allerdings nur den letzten Tabellenplatz und entging dem Abstieg nur durch die nach dem Saisonende beschlossene Fusion der beiden Linzer Großklubs Linzer ASK und FC Linz. Der Verein erbte somit den Relegationsplatz des FC Linz und setzte sich gegen den Zweiten der 2. Bundesliga, den SK Vorwärts Steyr mit 5:1 durch. Das Projekt „SC Niederösterreich“ scheiterte bereits im ersten Jahr und die Vereinsführung sah sich zu weiteren Maßnahmen gezwungen.
Nachdem die Admira nun kurz vor dem Konkurs stand und da es im Raum Mödling auch noch den VfB Mödling gab, der in den 1990er Jahren immer wieder zwischen der ersten und zweiten Liga pendelte und das Fanpotential für zwei Vereine aus der Region nicht vorhanden zu sein schien, beschloss man den Anschluss des VfBs an die Admira. Der VfB Admira Wacker Mödling spielte nun erstmals im Spieljahr 1997/98 in der höchsten österreichischen Liga mit den erweiterten Vereinsfarben Schwarz-Weiß-Rot, die Kurzbezeichnung wurde aber unentwegt auf Admira belassen. Bemerkenswert in der Folgezeit waren die Verpflichtungen einiger prominenter Spieler wie Tomasz Iwan oder Vladimir Jugović, der überraschend in der Saison 2003/04 unter Vertrag genommen werden konnte. Dennoch fand sich der Verein meist in der unteren Tabellenhälfte wieder und stieg auch 2006 in die zweitklassige Erste Liga ab, nachdem er bereits in den Jahren 1998 bis 2000 zweitklassig gewesen war.
In der Saison 2006/07 verließen viele Spieler den Verein. Mit einer jungen Mannschaft war man von Anfang an im Abstiegskampf involviert. Im Laufe der Saison wurde Hubert Baumgartner als Trainer entlassen und durch Ernst Baumeister ersetzt. Der Verein schaffte nur knapp den Klassenerhalt, wirtschaftlich konnte der Erhalt einer Lizenz aber nicht erreicht werden und so musste die Admira erstmals in die drittklassige Regionalliga Ost absteigen.

### 2008–2014: Ära Trenkwalder und Rückkehr nach Europa
| Saison  | Liga       | Platz | Tore  | Punkte |
| ------- | ---------- | ----- | ----- | ------ |
| 2007/08 | Erste Liga | 4.    | 60:41 | 56     |
| 2008/09 | Erste Liga | 3.    | 55:36 | 60     |
| 2009/10 | Erste Liga | 2.    | 68:22 | 67     |
| 2010/11 | Erste Liga | 1.    | 85:45 | 75     |
| 2011/12 | Bundesliga | 3.    | 59:52 | 55     |
| 2012/13 | Bundesliga | 9.    | 47:68 | 35     |
| 2013/14 | Bundesliga | 9.    | 51:67 | 37     |
| 2014/15 | Bundesliga | 9.    | 32:61 | 34     |
| 2015/16 | Bundesliga | 4.    | 45:51 | 50     |
| 2016/17 | Bundesliga | 6.    | 36:55 | 46     |

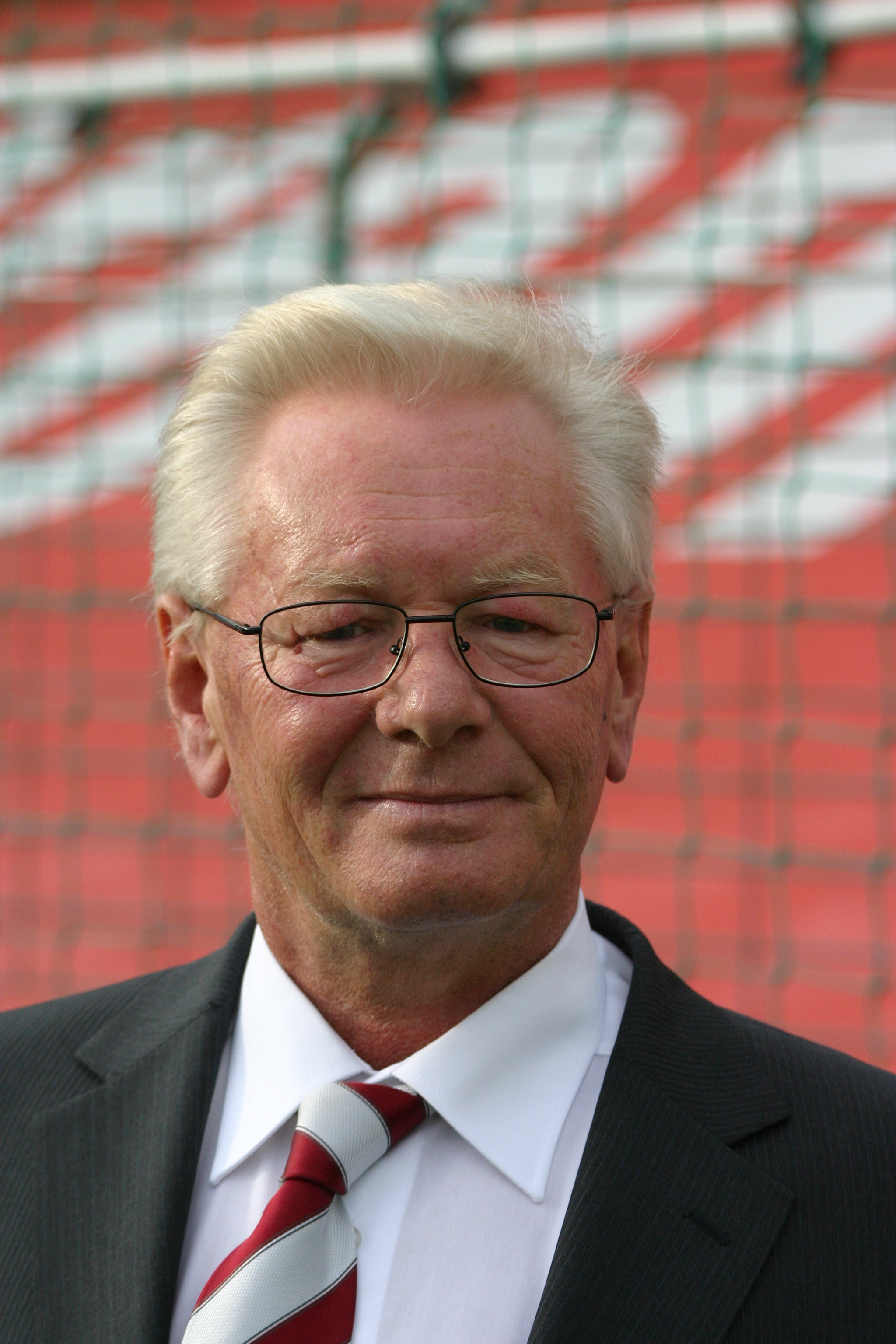
Ex-Präsident Richard Trenkwalder (†)

Nach dem sportlichen und finanziellen Abstieg der Admira bis in die Regionalliga begann Richard Trenkwalder, der Präsident des ASK Schwadorf sein Engagement in der Südstadt. Er betrieb die Umbenennung seiner in der Ersten Liga spielenden Schwadorfer in FC Trenkwalder Admira und die Verlegung des Vereinssitzes von Schwadorf nach Mödling. Hauptgrund hierfür war die Rettung der Admira-Akademie, einer der besten Nachwuchsschulen Österreichs. Die im rechtlichen Sinne eigentliche Admira wurde ebenfalls umbenannt und spielte in der Regionalliga Ost ab der Saison 2008/09 unter dem Namen FC Trenkwalder Admira Kampfmannschaft II weiter.
Trenkwalders Ziel war der Aufstieg der Admira von der Ersten in die Bundesliga in den nächsten zwei Jahren. Am 10. Juli 2008 wurde daher mit Heribert Weber ein neuer Sportdirektor verpflichtet. Nach einem Fehlstart in die Saison 2008/09 der Ersten Liga, wo man aus fünf Spielen nur einen Punkt geholt hat, wurde am 9. August 2008 mit Walter Schachner auch ein neuer Trainer vorgestellt. Mit dem Sieg über die Austria-Wien-Amateure zog die Admira 2009 auch erstmals seit 13 Jahren wieder in das ÖFB-Cup-Finale ein, welches im Pappelstadion zu Mattersburg ausgetragen und nach Verlängerung gegen die Profis der FK Austria Wien mit 1:3 verloren wurde.
In der Saison 2009/2010 war für die Admira wieder der Aufstieg das Ziel Nummer 1. Die Hauptkonkurrenten waren in dieser Spielzeit FC Wacker Innsbruck sowie der Absteiger der Vorsaison SCR Altach. Als die Admira in diesem Dreikampf immer mehr strauchelte, wurde im April 2010 die Reißleine gezogen und Trainer Walter Schachner, Torhüter Thomas Mandl sowie Kapitän Ernst Dospel beurlaubt. Zum neuen Cheftrainer stieg Dietmar Kühbauer auf. In den letzten sechs Spielen der Saison gelangen der Admira ebenso viele Siege. Am Ende reichte es trotzdem nur zum zweiten Platz, zwei Punkte hinter Aufsteiger Wacker Innsbruck.
Ein spannendes Duell bis zum letzten Spieltag zeichnete die Saison 2010/11 der Ersten Liga aus. Bis zum Schluss lieferten sich der SCR Altach und die Admira einen erbitterten Zweikampf, welchen die Südstädter am Ende der Saison mit einem Punkt Vorsprung für sich entscheiden konnten. Somit kehrte die Admira in der Saison 2011/12 nach fünf Jahren wieder in die Bundesliga zurück.
Der Aufsteiger spielte eine sensationelle erste Bundesligasaison 2011/2012. In der Herbstmeisterschaft konnte man infolge von 13 ungeschlagenen Partien sogar für 5 Runden die Tabellenführung für sich behaupten. Nach einem kleinen Rückschlag Ende 2011, nachdem man kurzzeitig auf Platz 7 zurückfiel, wurde mit einer Aufholjagd im Frühjahr 2012 in der Endtabelle Rang 3 errungen, welcher für die Mannschaft einen Europa-League-Startplatz bedeutete. Eine erfolgreiche Saison wurde somit mit dem ersten Europa-Cup Auftritt der Admira nach 18 Jahren belohnt.
Bei der Rückkehr in den Europapokal traf der FC Admira Wacker in der zweiten Qualifikationsrunde auf den litauischen Verein Zalgiris Vilnius. Nachdem das Hinspiel in Vilnius 1:1 geendet hatte, gewann Admira das Rückspiel deutlich mit 5:1 und traf in der dritten Qualifikationsrunde auf Sparta Prag. Nach einer 0:2-Heimniederlage schied die Mannschaft nach einem 2:2 im Rückspiel aus.
Die Saison 2012/2013 begann durch die Dreifachbelastung mit Bundesliga, Qualifikation für die Europa-League und ÖFB Samsung Cup, eher durchwachsen. Zu allem Überfluss verließ Torjäger Philipp Hosiner den Verein kurz vor Transferschluss. Im folgenden Herbst kam die Mannschaft, auch durch schweres Verletzungspech in eine schwere Krise, in der man aus elf Spielen nur einen Punkt holte. Hinzu kam auch noch ein langwieriges Tauziehen um das Talent Marcel Sabitzer, welcher im Herbst mit diversen europäischen Topklubs in Verbindung gebracht wurde, im Endeffekt allerdings beim österreichischen Rekordmeister SK Rapid Wien landete.
Im Frühjahr 2013 war, auch durch viele Spielereinkäufe im Winter, eine deutliche Steigerung zu sehen. Allerdings war dies auch bei den direkten Konkurrenten um den Abstieg, FC Wacker Innsbruck und SC Wiener Neustadt, der Fall. Somit war der Abstiegskampf bis zum Schluss ein offenes Rennen, bei dem auch der SV Mattersburg eine immer größere Rolle spielte. Nach der vorletzten Runde waren die letzten vier Mannschaften in der Tabelle innerhalb von drei Punkten, was zu einem wahrlichen Abstiegskrimi in der letzten Runde, in der die Admira gegen Mattersburg spielte, wurde. Da die Südstädter dieses Spiel gewannen und auch die Konkurrenten aus Innsbruck und Wiener Neustadt Siege einfuhren, musste im Endeffekt der SV Mattersburg, vor dem Spiel noch siebenter in der Tabelle, absteigen. Somit spielt die Admira auch 2013/14 in der Bundesliga.
Am 11. Juni 2013, einen Tag vor Trainingsbeginn, trennten sich die Admira und Trainer Didi Kühbauer einvernehmlich. Die Nachfolge des seit April 2010 im Amt gewesenen Trainers übernahm mit 17. Juni der ÖFB Rekordtorschütze Toni Polster. Nachdem die Admira die ersten drei Saisonspiele unter Polster verloren hatte, wurde der Trainer am 9. August 2013, einen Tag vor seinem vierten Bundesligaspiel, beurlaubt. Der bisherige Co-Trainer Oliver Lederer wurde sein Nachfolger. Kurz darauf wurde das Trainerteam auch noch um Admira-Legende Walter Knaller erweitert, welcher dann zwei Saisonen Cheftrainer der Mannschaft war.
Am 14. Oktober 2013 wurde dem FC Admira Wacker Mödling eine drakonische Strafe auferlegt. Dem Verein wurde vom Senat 5 (Lizenzausschuss) der Bundesliga wegen eines „schwerwiegenden Verstoßes gegen die Lizenzbestimmungen“ acht Punkte abgezogen, wodurch die Mannschaft nach elf Runden punktelos dastand. Nach dem Gang vor das Ständig Neutrale Schiedsgericht wurde die Strafe im Jänner 2014 auf einen Fünfpunkteabzug reduziert. Am Ende schaffte man trotz des Punkteabzugs den Klassenerhalt und belegte mit acht Punkten Vorsprung auf den Absteiger FC Wacker Innsbruck den neunten Rang. Sportlich – ohne Punkteabzug – hätte die Admira die Saison auf dem achten Rang beendet.

### Seit 2014: Auf und Ab in der Bundesliga

Logo bis 2017

Nachdem Richard Trenkwalder aus persönlichen Gründen nicht mehr die „Kraft“ hatte einen Bundesliga-Klub zu führen und, vor allem aufgrund der wirtschaftlichen Entwicklung infolge der weltweiten Finanzkrise, sein Unternehmen zu großen Teilen an die deutsche Droege Group verkauft hat, begannen schon im Jahr 2013 die Umstrukturierungsmaßnahmen beim FC Admira Wacker Mödling. Da der Verein aber zu sehr mit der Firma Trenkwalder verflochten war, mussten von den, bis dahin „Gruppe Neu“ genannten, „Hoffnungsträgern“ erst einige aufwendige Arbeiten im Hintergrund abgewickelt werden. Erst zum Saisonbeginn 2014/15 wurden die neuen Führungskräfte des Vereins offiziell bekannt gegeben. Es handelt sich hierbei um Wirtschaftstreibende rund um das Brüderpaar Hubertus und Philip Thonhauser, allesamt aus dem Bezirk Mödling und der näheren Umgebung.
Das Ziel der elf neuen Vorstandsmitglieder ist klar definiert: Sie wollen die Admira als das Aushängeschild des österreichischen Fußballnachwuchses klar positionieren und durch gute Kontakte in Wirtschaft und Politik vor allem in der Region stark vernetzen.
Im ersten Jahr unter der neuen Führung begann die Admira ein starkes, erstes Meisterschaftsviertel auf welches eine lange Durststrecke folgte. Sehr schnell war man wieder im Tabellenkeller angelangt. Nach einem mäßigen Frühjahr startete die Admira aber im Saisonfinish eine imposante Aufholjagd, ein Zweikampf um den Klassenerhalt mit dem SC Wiener Neustadt spitzte sich immer mehr zu. Erst in der letzten Runde konnten die Südstädter, dank eines Sieges in Grödig und einer gleichzeitigen Niederlage der Neustädter, die Klasse halten. Gegen Ende der Saison trennten sich Walter Knaller und die Admira einvernehmlich, für den Rest der Saison war Oliver Lederer allein verantwortlicher Trainer.
Zur Saison 2015/16 wurde Ernst Baumeister als Cheftrainer verpflichtet, welcher ab diesem Zeitpunkt zusammen mit Oliver Lederer die Mannschaft betreute. Nachdem die Admira vor der Saison als größter Abstiegskandidat gehandelt worden war, verlief der Start in die Saison überraschend erfolgreich; am 12. September 2015 konnte die Mannschaft, zum ersten Mal seit November 2011, gar die Tabellenführung in der Bundesliga übernehmen.
Am 17. Oktober 2015 verlor die Admira beim FC Red Bull Salzburg mit 0:8. Dieses Ergebnis markiert gleichzeitig die höchste Niederlage in der 110-jährigen Geschichte des Vereins.
Die weitere Saison 2015/16 verlief für die Admira weiterhin sehr erfolgreich. Mit den Abstiegsplätzen hatte man über die gesamte Spielzeit nichts zu tun, der Blick in die obere Tabellenhälfte war von nun an notwendig. Auch im ÖFB Cup konnte man aufzeigen. Die Südstädter eliminierten im Viertelfinale auswärts im Ernst Happel Stadion die Mannschaft vom SK Rapid Wien mit 1:0 sowie zu Hause in der Südstadt den SKN St. Pölten im Halbfinale mit 2:1. Somit stand die Admira nach 2009 erstmals wieder im Finale des ÖFB Cup, wo der Ligakrösus FC Red Bull Salzburg wartete. Das Finale am 19. Mai im Klagenfurter Wörthersee Stadion ging zwar mit 0:5 verloren, durch den sensationellen vierten Tabellenplatz in der Bundesliga, welcher am letzten Spieltag fixiert werden konnte, spielt die Admira in der Saison 2016/17 nach vier Jahren wieder in der Qualifikation zur UEFA Europa League. Die, im Vorfeld der Saison, von Medien und Experten als „Fixabsteiger“ titulierte Admira konnte somit einer sehr erfolgreichen Saison die Krone aufsetzen. Wie am Tag nach dem Finale des ÖFB Cups bekannt wurde, verließ Generalmanager Alexander Friedl den Verein nach über 11 Jahren am 30. Juni 2016.
Am 3. Jänner 2017 wurde bekanntgegeben, dass Oliver Lederer freigestellt wird und Damir Burić ihm als Trainer folgt. Im März 2017 wurde der Sponsor Flyeralarm im Logo und im Klubnamen einbezogen. Der offizielle Vereinsname lautet seither Fußballklub Flyeralarm Admira Wacker Mödling. Der Verein beendete die Saison 2016/17 der Bundesliga auf dem sechsten Rang und unterlag im ÖFB Cup 2016/17 im Halbfinale dem FC Red Bull Salzburg.
Burić verließ den Verein im September 2017. Als Nachfolger übernahm der Sportdirektor Ernst Baumeister erneut das Traineramt. In der Saison 2017/18 erreichte der Verein mit dem fünften Tabellenrang erneut die Europa-League-Qualifikation.
Bei der Österreichischen Fußballmeisterschaft 2018/19 wurde der neue Modus der Bundesliga mit zwölf Mannschaften eingeführt. Im Oktober 2018 wurde Reiner Geyer neuer Trainer. Die Admira spielte in der Qualifikationsgruppe und erreichte den zehnten Platz.
Am 2. September 2019 wurde Klaus Schmidt als neuer Trainer vorgestellt. Im Jänner 2020 wurde bekanntgegeben, dass Felix Magath als Sportlicher Leiter von Flyeralarm Global Soccer für Admira Wacker Mödling und die Würzburger Kickers tätig sein wird. Am 25. Februar 2020 wurde Zvonimir Soldo als neuer Trainer verpflichtet. Den Grunddurchgang 2019/20 beendete die Admira am 7. März 2020 auf dem neunten Platz erneut in der Qualifikationsgruppe. Anschließend folgte eine Unterbrechung der Saison bis 2. Juni aufgrund der COVID-19-Pandemie. Am 20. Mai 2020 wurde die Trennung des Vereins von Manager Amir Shapourzadeh bekanntgegeben. Ernst Baumeister kehrte am 8. Juni 2020 als Sportdirektor zum Verein zurück, der zu dem Zeitpunkt auf dem letzten Tabellenplatz lag. Nach dem Klassenerhalt auf dem vorletzten Platz verließ Baumeister den Verein am 10. August 2020 erneut. Als Nachfolger von Baumeister wurde am darauffolgenden Tag Franz Wohlfahrt vorgestellt.
Im September 2020 wurde Damir Buric erneut als Trainer verpflichtet, der im April 2021 durch Klaus Schmidt ersetzt wurde, der den Klassenerhalt sichern konnte. Zu Beginn der Saison 2021/22 wurde Andreas Herzog als neuer Trainer vorgestellt.

## Vorstand
Stand: 30. Juli 2023
| Funktion                                           | Name                          |
| -------------------------------------------------- | ----------------------------- |
| Präsident                                          | Christian Tschida             |
| Vorstand Profisport, Amateur- und Nachwuchsbetrieb | Philipp Thonhauser            |
| Geschäftsführer                                    | Thomas Drabek Niklas Belihart |
| Sportdirektor                                      | Peter Stöger                  |
| Teammanager                                        | Matthias Rencher              |

## Kampfmannschaft

### Trainerteam
Stand: 1. Juli 2025
| Funktion       | Name                | Geburtsdatum | Nationalität | beim Verein seit | letzter Verein             |
| -------------- | ------------------- | ------------ | ------------ | ---------------- | -------------------------- |
| Trainer        | Thomas Silberberger | 03.06.1973   | Osterreich   | 07/2024          | WSG Tirol                  |
| Co-Trainer     | Tommy Wright        | 30.06.1995   | Osterreich   | 07/2023          | Trainer                    |
| Co-Trainer     | Gerhard Fellner     | 24.04.1970   | Osterreich   | 07/2024          | Trainer Admira Wacker II   |
| Co-Trainer     | Michael Gruber      | 05.02.1966   | Osterreich   | 04/2023          | FCM Traiskirchen           |
| Torwarttrainer | Szabolcs Sáfár      | 20.08.1974   | Ungarn       | 07/2025          | Koordinator Torwartbereich |

### Aktueller Kader
Stand: 15. Juli 2025
| Rücken- nummer | Name                     | Geburtsdatum | Nationalität | beim Verein seit | letzter Verein              |
| Tor            | Tor                      | Tor          | Tor          | Tor              | Tor                         |
| -------------- | ------------------------ | ------------ | ------------ | ---------------- | --------------------------- |
| 01             | Clemens Steinbauer       | 29.07.2002   | Osterreich   | 07/2025          | LASK                        |
| 27             | Jörg Siebenhandl         | 18.01.1990   | Osterreich   | 01/2025          | LASK                        |
| 31             | Sandali Condé            | 26.03.2003   | Guinea-a     | 01/2025          | SV Stripfing                |
| 35             | Florian Kaltenböck       | 04.02.2000   | Osterreich   | 07/2024          | USV Scheiblingkirchen-Warth |
| Verteidigung   |                          |              |              |                  |                             |
| 04             | Fabian Feiner            | 01.01.2006   | Osterreich   | 07/2023          | AKA Admira Wacker Mödling   |
| 05             | Matteo Meisl             | 27.12.2000   | Osterreich   | 07/2025          | FK Austria Wien             |
| 15             | Matija Horvat            | 07.05.1999   | Kroatien     | 07/2024          | DSV Leoben                  |
| 18             | Manuel Holzmann          | 25.11.1999   | Osterreich   | 07/2024          | SR Donaufeld Wien           |
| 23             | Stefan Haudum            | 27.11.1994   | Osterreich   | 07/2024          | FC Blau-Weiß Linz           |
| 24             | Felix Holzhacker         | 19.06.2002   | Osterreich   | 01/2025          | Grazer AK                   |
| 33             | Josef Weberbauer         | 13.03.1998   | Osterreich   | 07/2024          | DSV Leoben                  |
| 36             | Aristot Tambwe-Kasengele | 04.06.2004   | Osterreich   | 07/2025          | SK Rapid Wien II            |
| Mittelfeld     |                          |              |              |                  |                             |
| 06             | Lukas Malicsek           | 06.06.1999   | Osterreich   | 07/2016          | FC Admira Wacker Mödling II |
| 08             | Turgay Gemicibaşı        | 23.04.1996   | Turkei       | 07/2025          | SKN St. Pölten              |
| 17             | Marco Wagner             | 12.09.2003   | Osterreich   | 07/2022          | FC Admira Wacker Mödling II |
| 20             | Marco Schabauer          | 21.10.2005   | Osterreich   | 07/2024          | LASK                        |
| 21             | Nadir Ajanović           | 28.11.2005   | Osterreich   | 07/2022          | AKA Admira Wacker Mödling   |
| 26             | Ivan Bradaric            | 29.08.2007   | Osterreich   | 07/2025          | AKA Admira Wacker           |
| 28             | Ján Murgaš               | 27.03.2004   | Slowakei     | 02/2023          | FCM Traiskirchen            |
| Sturm          |                          |              |              |                  |                             |
| 07             | Reinhard Young           | 18.08.2001   | Nigeria      | 03/2024          | Giant Brillars FC           |
| 09             | Deni Alar                | 18.01.1990   | Osterreich   | 07/2024          | DSV Leoben                  |
| 10             | Alexander Schmidt        | 19.01.1998   | Osterreich   | 07/2025          | FC Blau-Weiß Linz           |
| 11             | Justin Forst             | 21.02.2003   | Osterreich   | 07/2025          | ASK Voitsberg               |
| 19             | Aleksandar Djordjevic    | 21.03.2007   | Osterreich   | 07/2025          | AKA Admira Wacker           |
| 22             | Filip Ristanic           | 30.01.2004   | Osterreich   | 08/2020          | FC Admira Wacker Mödling II |
| 77             | Aaron Sky Schwarz        | 20.03.2004   | Osterreich   | 07/2025          | SK Rapid Wien II            |

### Transfers
Stand: 17. Juli 2025
| Zugänge: | Abgänge: |
| Sommer 2025 | Sommer 2025 |
| --- | --- |
| - Justin Forst (ASK Voitsberg) - Turgay Gemicibaşı (SKN St. Pölten) - Matteo Meisl (FK Austria Wien) - Alexander Schmidt (FC Blau-Weiß Linz) - Aaron Sky Schwarz (SK Rapid Wien II) - Clemens Steinbauer (LASK) - Aristot Tambwe-Kasengele (SK Rapid Wien II) | - Thomas Ebner (FCM Traiskirchen) - Raphael Gallé (FC Wacker Innsbruck) - Albin Gashi (FC Hertha Wels) - Christoph Knasmüllner (SV Stripfing) - Adrian Koreimann (SC Wiener Viktoria) - Alexander Leidinger (FCM Traiskirchen, Leihe) - Salko Mujanović (ASKÖ Oedt) - Daniel Nussbaumer (Schwarz-Weiß Bregenz) - Andrej Stevanović (ASK Voitsberg) - Anouar El Moukhantir (vereinslos) - Dennis Verwüster (vereinslos) - Matthew Anderson (Celtic Glasgow, Leih-Ende) - Lukas Jungwirth (LASK, Leih-Ende) - Ben Summers (Celtic Glasgow, Leih-Ende) |

## Bekannte Spieler

### Nationalspieler (seit 1971)

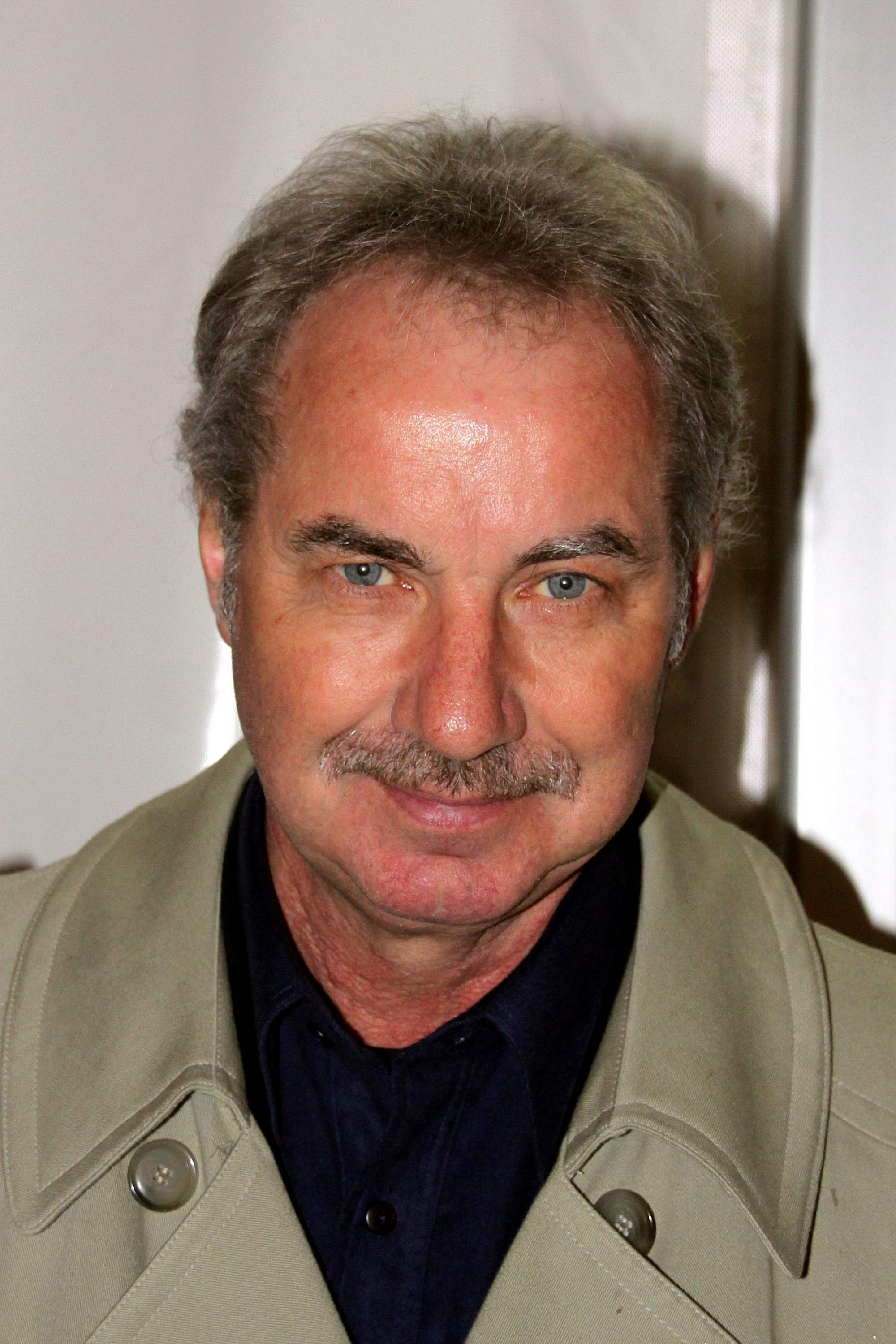
Alfred Riedl

| - Ernst Aigner - Muhammet Akagündüz - Peter Artner - Ernst Baumeister - Wilhelm Cerny - Harald Cerny - Josef Degeorgi - Johannes Demantke - Christopher Dibon - Ernst Dospel - Christopher Drazan - Gerhard Fleischmann - Alfred Gassner - Mario Hieblinger - Michael Hatz | - Erwin Hoffer - Philipp Hosiner - Marc Janko - Markus Katzer - Manfred Kern - Wolfgang Knaller - Johann Kogler - Dietmar Kühbauer - Roland Linz - Thomas Mandl - Christian Mayrleb - Gerald Messlender - Jürgen Panis - Gernot Plassnegger - Herbert Oberhofer | - Andreas Ogris - Ernst Ogris - Alen Orman - Gerhard Rodax - Alfred Riedl - Marcel Sabitzer - Maximilian Sax - Herbert Stachowicz - Heinrich Strasser - Ivica Vastić - Gerd Wimmer - Helmut Weigl - Manfred Zsak |

### Torschützenkönige (seit 1971)
- 1990 Gerhard Rodax – 35 Tore (Bronzener Schuh als drittbester Torschütze Europas)

### Bekannte Legionäre (seit 1971)
| - Vitālijs Astafjevs - Miroslav Baranek - Nenad Bjelica - Tomasz Iwan - Vladimir Janocko - Patrik Ježek - Vladimir Jugović - Ladislav Kuna | - Vladimír Labant - Froylán Ledezma - Adam Ledwoń - Roger Ljung - Bernd Lorenz - Nicolae Lupescu - Olaf Marschall - Uwe Müller | - Issiaka Ouédraogo - Mahir Sağlık - Fred Schaub - Dirk Schuster - Maciej Śliwowski - Zoran Stojadinović - Arminas Narbekovas - Raschid Rachimow |  |

## Trainer

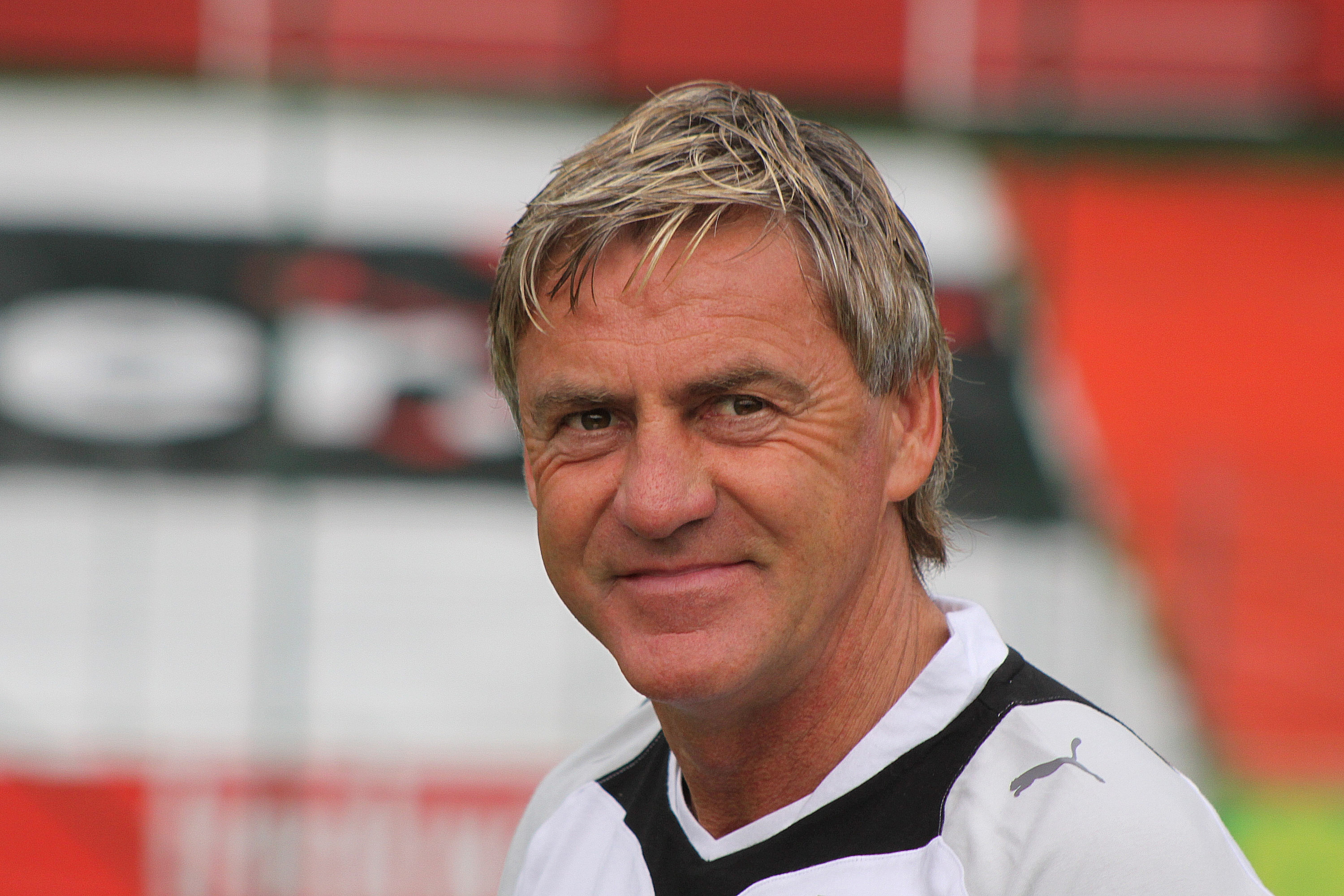
Walter Schachner

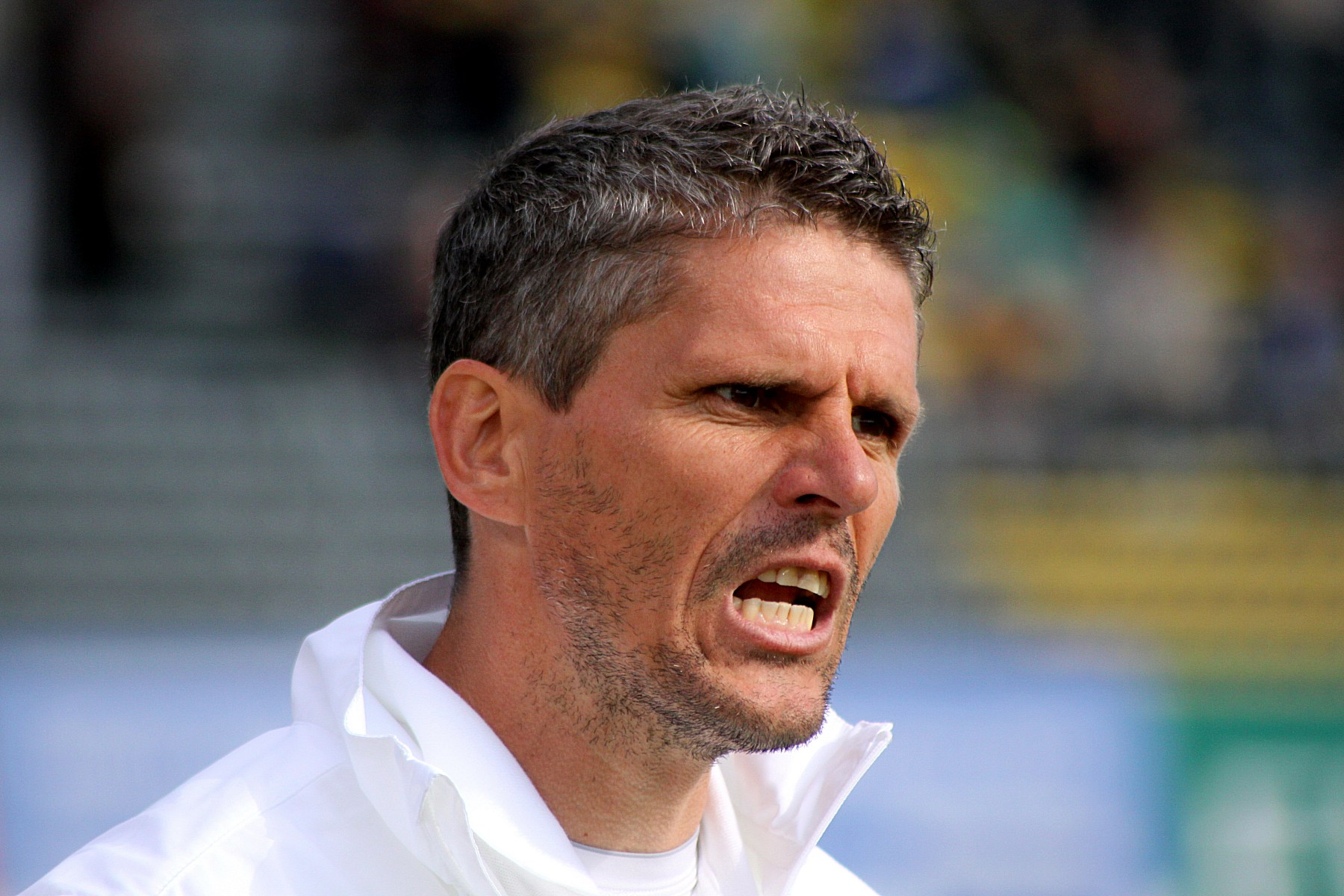
Unter Trainer Dietmar Kühbauer gelang der Wiederaufstieg in die Bundesliga

| Amtszeit  | Trainer                        |
| --------- | ------------------------------ |
| 1971      | Karl Schlechta                 |
| 1972–1975 | Ernst Ocwirk                   |
| 1975–1976 | Helmut Senekowitsch            |
| 1976–1977 | Rudolf Matuschka/Franz Pelikan |
| 1977      | Stefan Jasiolek/Franz Pelikan  |
| 1978      | Antoni Brzeżańczyk             |
| 1978–1979 | Rudolf Illovszky               |
| 1979–1983 | Felix Latzke                   |
| 1983–1986 | Ernst Dokupil                  |
| 1986–1988 | August Starek                  |
| 1988      | Wilhelm Kreuz                  |
| 1988–1990 | Ernst Weber                    |
| 1990–1991 | Thomas Parits                  |
| 1991–1993 | Sigfried Held                  |
| 1993–1995 | Dietmar Constantini            |
| 1995–1996 | Walter Knaller                 |
| 1996–1997 | Kurt Garger                    |
| 1997      | Wolfgang Kienast               |

| Amtszeit  | Trainer            |
| --------- | ------------------ |
| 1997–1998 | Milan Miklavic     |
| 1998–1999 | Hannes Weninger    |
| 1999–2000 | Milan Miklavic     |
| 2000–2001 | Hans Krankl        |
| 2002      | Walter Knaller     |
| 2002–2003 | Johann Krejcirik   |
| 2003–2004 | Raschid Rachimow   |
| 2004      | Bernd Krauss       |
| 2004–2005 | Dominik Thalhammer |
| 2005–2006 | Robert Pflug       |
| 2006      | Ernst Baumeister   |
| 2006–2007 | Hubert Baumgartner |
| 2007      | Ernst Baumeister   |
| 2008      | Attila Sekerlioglu |
| 2008      | Ernst Baumeister   |
| 2008      | Heinz Peischl      |
| 2008–2010 | Walter Schachner   |

| Amtszeit  | Trainer                           |
| --------- | --------------------------------- |
| 2010–2013 | Dietmar Kühbauer                  |
| 2013      | Toni Polster                      |
| 2013–2015 | Walter Knaller & Oliver Lederer   |
| 2015      | Oliver Lederer                    |
| 2015–2016 | Ernst Baumeister & Oliver Lederer |
| 2016–2017 | Oliver Lederer                    |
| 2017      | Damir Burić                       |
| 2017–2018 | Ernst Baumeister                  |
| 2018–2019 | Reiner Geyer                      |
| 2019–2020 | Klaus Schmidt                     |
| 2020      | Zvonimir Soldo                    |
| 2020      | Patrick Helmes                    |
| 2020–2021 | Damir Burić                       |
| 2021      | Klaus Schmidt                     |
| 2021–2022 | Andreas Herzog                    |
| 2022      | Roberto Pätzold                   |
| 2022–2023 | Rolf Martin Landerl               |

## Fans
Die Admira verfügt über zwei aktive Fanclubs, welche in der Nordkurve des Südstädter Stadions beheimatet sind. Seit 1995 wird die Admira von den Südstadt Fanatics unterstützt, dieser ist der älteste und zugleich zahlenmäßig größte Fanclub des Vereins. Im Jahr 2015 wurde Gate 2 Admira gegründet, welche Gruppe sich an den Idealen der Ultra-Bewegung orientiert und heutzutage die Admira Fanszene anführt. Die Südstädter Kurve macht häufig durch Choreographien und Pyrotechnik-Einsätze auf sich aufmerksam, beide Fangruppen organisieren außerdem regelmäßig soziale Projekte.
Es besteht eine Rivalität zum niederösterreichischen Landeskonkurrenten SKN St. Pölten, offizielle Freundschaften sind nicht bekannt.

## Erfolge
- 2 × Mitropacupfinalist: 1934, (1951 SC Wacker Wien)
- 1 × Österreichischer Supercupsieger: 1989
- 1 × Österreichischer Supercupfinalist: 1992
- 9 × Österreichischer Meister: 1927, 1928, 1932, 1934, 1936, 1937, 1939, (1947 SC Wacker Wien), 1966
- 12 × Österreichischer Vizemeister: 1929, 1930, 1931, 1935, (1939, 1940, 1941, 1948, 1951, 1953, 1956 SC Wacker Wien), 1989
- 1 × Deutscher Vizemeister: 1939
- 6 × Österreichischer Cupsieger: 1928, 1932, 1934, (1947 SC Wacker Wien), 1964, 1966
- 7 × Österreichischer Cupfinalist: (1923 SC Wacker Wien), 1979, 1989, 1992, 1996, 2009, 2016
- 3 × Sieger des Wiener Stadthallenturniers: 1975, 1987, 1989

## Europacupergebnisse
siehe: FC Admira Wacker Mödling/Europapokalstatistik

## II. Mannschaft
Die zweite Mannschaft des FC Admira Wacker Mödling spielt seit der Saison 2008/09 in der Regionalliga Ost, der dritthöchsten Leistungsstufe. Zur Saison 2022/23 fusionieren die Amateure der Admira mit dem Ligakonkurrenten FCM Traiskirchen zum FCM Flyeralarm Traiskirchen.
In der Saison 2023/24 startet die 2. Mannschaft wieder als eigenständige Mannschaft in der 2. Landesliga Ost. Der FCM Traiskirchen bleibt aber weiterhin Kooperationspartner der Admira.